# Taenerema hoenei
Taenerema hoenei là một loài bướm đêm trong họ Noctuidae.